# Roger Baize
Roger Jules François Baize (Leval-Trahegnies, 14 december 1925 - Morlanwelz, 28 augustus 1993) was een Belgisch volksvertegenwoordiger en burgemeester.

## Levensloop
Baize werd onverwacht volksvertegenwoordiger voor de socialistische partij in het arrondissement Thuin, na de dood van Max Buset van wie hij de eerste opvolger was. Hij werd door de Kamer aanvaard op 7 juli 1958.
Hij bleef slechts heel kort in de Kamer zetelen, want op 25 november 1959 nam hij al ontslag. Hij werd opgevolgd door Yvonne Deleau-Prince.
Baize was in 1952 gemeenteraadslid geworden van de gemeente Carnières, waarvan hij schepen werd (1957-1959) en burgemeester (1959-1964).